# Modernacris forcipata
Modernacris forcipata är en insektsart som först beskrevs av Willemse, C. 1949.  Modernacris forcipata ingår i släktet Modernacris och familjen Pyrgomorphidae. Inga underarter finns listade i Catalogue of Life.